# Philippe Alain Mbarga
Philippe Alain Mbarga (Obout, Camarões, 28 de janeiro de 1968) é um clérigo camaronês e bispo católico romano de Ebolowa.
Philippe Alain Mbarga recebeu o Sacramento da Ordem para a Diocese de Mbalmayo em 10 de dezembro de 1994.
Em 22 de outubro de 2016, o Papa Francisco o nomeou Bispo de Ebolowa. Foi ordenado bispo pelo núncio apostólico em Camarões, Dom Piero Pioppo, em 8 de dezembro do mesmo ano. Os co-consagradores foram o Bispo de Mbalmayo, Adalbert Ndzana, e o Arcebispo de Bamberg, Ludwig Schick.